# Weebl and Bob
Weebl and Bob er en humoristisk internet-tegnefilm lavet i Macromedia Flash af Jonti Picking (kendt som "Weebl" på internettet). Tegneseries to hovedpesoner er to hønseæg-lignende væsner som gynger fra højre til venstre. Weebl og Bob elsker tærte. Serien er også blevet sendt på MTV og er kommet på dvd. På dvd blev serien omdøbt til Wobbl and Bob på grund af frygt for, at Hasbro der har lavet legetøj, som hed Weebles, ville sagsøge serien.

## Ekstern henvisning
- Weebl and Bobs hjemmeside

| Film | Spire Denne filmartikel er en spire som bør udbygges. Du er velkommen til at hjælpe Wikipedia ved at udvide den. |